# 太和 (成漢)
太和（たいわ）は、五胡十六国時代、成漢の君主李勢の治世で使用された元号。
344年 - 346年9月。

## 改元
『華陽国志』には343年改元とあるが、一般的に『資治通鑑』の344年改元を採用している。

## 西暦・干支との対照表
| 太和 | 元年  | 2年   | 3年   |
| 西暦 | 344年 | 345年 | 346年 |
| 干支 | 甲辰  | 乙巳  | 丙午  |